# Pedro Pardo de Cela

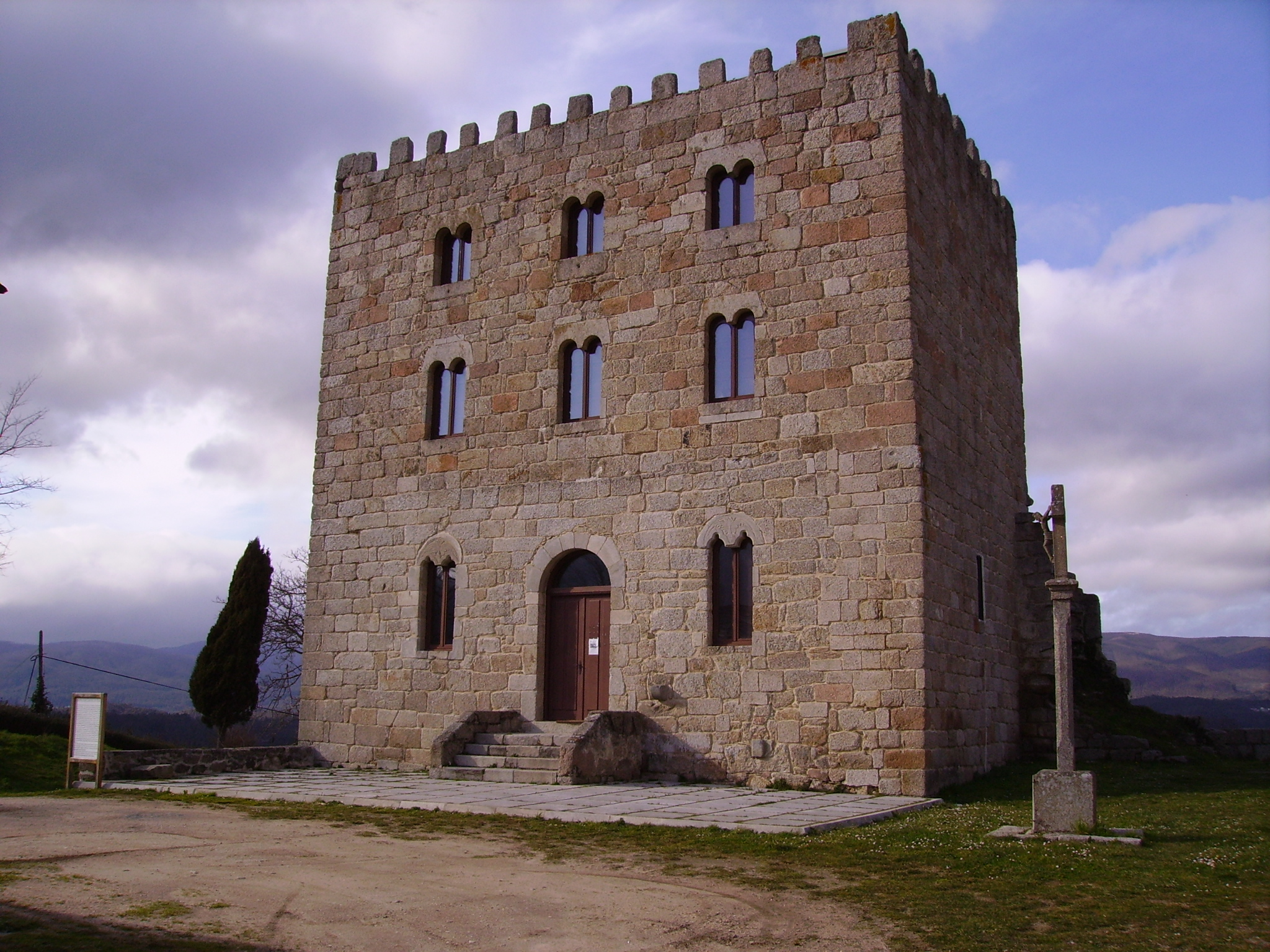
Castillo de Castrodouro.

Pedro Pardo de Cela Aguiar e Ribadeneira nació en Betanzos en 1425 y murió decapitado el 17 de diciembre de 1483. Fue un mariscal gallego del siglo XV, hijo de Xoán Nunes Pardo, señor de la Torre de Cela y de Doña Teresa Rodríguez de Aguiar.
Fue decapitado el 17 de diciembre de 1483, junto con su hijo Pedro, delante de la catedral de Mondoñedo por mandato de los Reyes Católicos.

## Biografía
Pedro Pardo de Cela fue un señor feudal. Partidario de la infanta Juana la Beltraneja, al morir su padre, Enrique IV de Castilla, se enfrentó a la política de los nuevos reyes de Castilla, Isabel I y su marido, Fernando II de Aragón.
Estaba casado con la hija del primer conde de Lemos, Isabel Pérez Osorio. Esta última llegó con su tío, Pedro Enríquez, obispo de Mondoñedo, a la ciudad de Mondoñedo, donde Pardo de Cela era merino en representación de la Casa de Lemos. El obispo Pedro Enríquez le entregó como dote de boda en 1441 todas las rentas del obispado, excepción de las que necesitaba para su sustento, compuestos por la mayor parte de los castillos y fortalezas dependientes del obispado, contándose entre ellos el reconstruido Castillo de la Frouxeira. El obispo Pedro Enríquez había sido antes chantre de la Catedral de Orense, y era hijo de Enrique Enríquez, hermano de Fadrique Enríquez de Castilla, duque de Arjona.
Fallecido el obispo en 1445, se traslada a Vivero, donde llega a ser alcalde, obteniendo en 1474 el título de mariscal. Compra la "casa do Carballo de Galdo", cabeza de su morgado. En el año 1476 es destituido de la alcaldía por los Reyes Católicos. En el año 1478 es expulsado de Vivero y los Reyes Católicos escriben a los ayuntamientos de Santa Marta de Ortigueira y Mondoñedo para que no le permitan su entrada. Pide una carta de "seguro y amparo" a los Reyes y se refugia en el Castillo da Frouxeira, donde se hace fuerte con "los otros dos Pedros", Pedro de Bolaño y Pedro de Miranda y derrota a las tropas castellanas, comandadas por Fernando de Acuña, hijo del Conde de Buendía, y Luis de Mudarra, que llegaran a Galicia en septiembre del año 1480 para "pacificar" el Reino.
Los obispos sucesores de Pedro Enríquez, que siempre reclamaron a Pedro Pardo de Cela la devolución de la dote de su esposa, fueron Pedro Arias Vaamonde, Alfonso de Segura, Alfonso Vázquez de Acuña y Fadrique de Guzmán. En realidad, Pedro Pardo de Cela podía tener algo de razón si los bienes recibidos en dote pertenecían a los Castro desde la época de Pedro Fernández de Castro, y no a la diócesis de Mondoñedo como pretendían los obispos, aunque la donación hecha a su sobrina por Pedro Enríquez fue a título personal y los bienes donados le pertenecían a él por herencia familiar. El asunto es discutible en derecho ya que, como obispo, Pedro Enríquez disponía de dos tipos de bienes: sus propios bienes patrimoniales y, por otra parte los bienes derivados de las rentas del obispado. 
El corregidor de la ciudad falló a favor del obispado de Mondoñedo, y ordenó su devolución, a lo que Pedro Pardo de Cela se negó rotundamente. Por ello, fue juzgado en rebeldía y condenado a muerte. Para prenderlo, Fernando II de Aragón, esposo de la reina Isabel I de Castilla, envió al mercenario francés Luis Mudarra al frente de unos 300 jinetes.
Sus bienes fueron confiscados, aunque luego los Reyes Católicos, mediante sentencia de la Real Audiencia de Valladolid, le devolvieron parte de ellos a su viuda, aunque no la fortaleza de la Frouxeira, ya que existe un documento donde Munzo o Mouso Mudarra, capitán del rey Fernando de Aragón, compra la fortaleza.
Su hija Constanza se mantuvo en rebeldía pero fue pronto sometida y, tras serle confiscados sus bienes, se le perdonó la vida. De buen grado o por la fuerza, ingresó en un convento donde murió en olor de santidad. Después, los bienes confiscados le fueron devueltos a su hermana Beatriz. 
Muerto el Conde de Lemos en febrero de 1483, los mandatarios reales traman la traición de A Frouxeira, ante la imposibilidad de poder conquistarla. Pardo de Cela fue traicionado por sus 23 criados que defendían la fortaleza. Los "cantares" dicen que el traidor fue Roi Cofano do Valadouro. 
Sin la protección de A Frouxeira, donde se hacía fuerte, el 23 de septiembre de 1483, fue detenido en la casa de Fonsa Yáñez en Castrodouro (en el actual ayuntamiento de Alfoz) llevándolo preso a la villa de Mondoñedo, donde diez días más tarde los decapitarían a él y a su hijo Pedro, debido a ser "cruel y poderoso", según los términos de la sentencia, provocando el nacimiento de un mito, es decir, de una figura que sería recordada por poetas y rapsodas. Es enterrado dentro de su Catedral, con el beneplácito el obispo mindoniense; su fortaleza y símbolos de poder son derruidos y arrasados.
La dura lucha durante tres años en A Frouxeira, la traición de sus criados y su muerte en el cadalso, lo convierten rápidamente en mito, y empieza a ser trovado en Ferias y Mercados.

## La leyenda del Puente del Pasatiempo
La figura del mariscal es una de las más mitificadas de la Historia de Galicia, muchas veces usada como símbolo de resistencia de la nobleza gallega frente a la castellana.

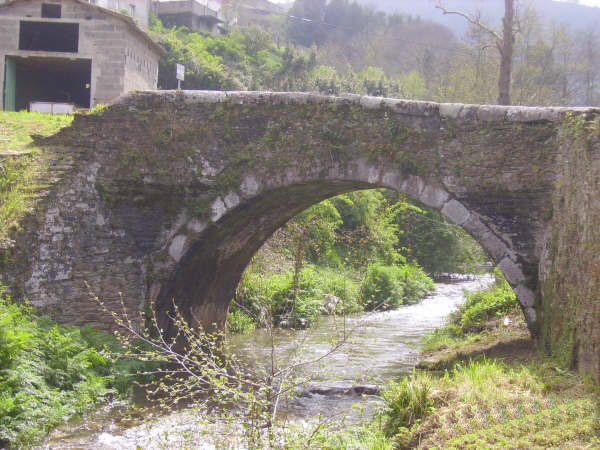
Puente del Pasatiempo en Mondoñedo.

La leyenda más tradicionalmente asentada en torno a la ejecución del Mariscal, dice que su mujer, Isabel de Castro, llegaba de obtener el perdón por parte del papa, que traía consigo cuando fue entretenida en el puente que desde entonces es conocido como "Ponte do Pasatempo" por las gentes del obispo de Mondoñedo, enemigo del Mariscal; mientras, la ejecución se estaría consumando, y la cabeza del mariscal, ya desprendida del cuerpo, estaría rodando por los escalones del cadalso, al tiempo que sus labios aún pronunciaban las palabras "credo, credo, credo".
Actualmente, el Puente del Pasatiempo es todavía un lugar visitado de Mondoñedo, y la leyenda en torno a la muerte del Mariscal ha hecho correr ríos de tinta, en forma de poemas, canciones, novelas, ensayos histórico-legendarios, y análisis científico-históricos destinados a esclarecer qué parte habría de verdad en una de las leyendas más recordadas de la Historia de Galicia.

## La tumba del Mariscal
Lo único que se conoce de los últimos meses del Mariscal es gracias a la llamada "Relazón da carta executoria", encontrada en el pazo de los Taboy, en el ayuntamiento de Otero de Rey, y escrita, casi con total seguridad, por un miembro de la familia de los Saavedra, por el año 1515.

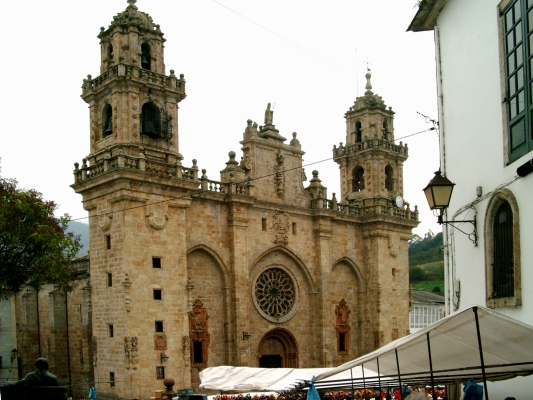
Pero Pardo fue degollado públicamente en la plaza de Mondoñedo frente a la catedral.

En este texto se expresa a propósito de su entierro:
...o sepultaron junto a o Pulpito do Evangeo, é porta da Capela mor da Catredal, con grande autoridad. Degolaron juntamente co él á Pero de Miranda Saavedraa é Castro seo fillo, é da sua muller Dona Isabela de Castro.
Parece que fue exactamente así como dice la relación dado que, al realizar unas obras en la catedral mindoniense, el día 16 de marzo de 1965, quedó al descubierto una sepultura con el escudo de armas del Mariscal y con la inscripción:
Pardo de Cela arno de Viveiro 
En el mismo sitio que dice el documento (la abreviatura "arno" se refiere a "Arcediano", un título de carácter eclesiástico, y que podría indicar el enterramiento, en el primer nivel superficial de la misma sepultura y sobre los restos más antiguos del Mariscal, el cuerpo de un pariente clérigo). Levantada la lápida, aparecieron los restos mortales de Pardo de Cela. Después de su levantamiento lo llevaron en un carro tirado por burros hasta la tumba de su padre.